# W80 (核彈頭)

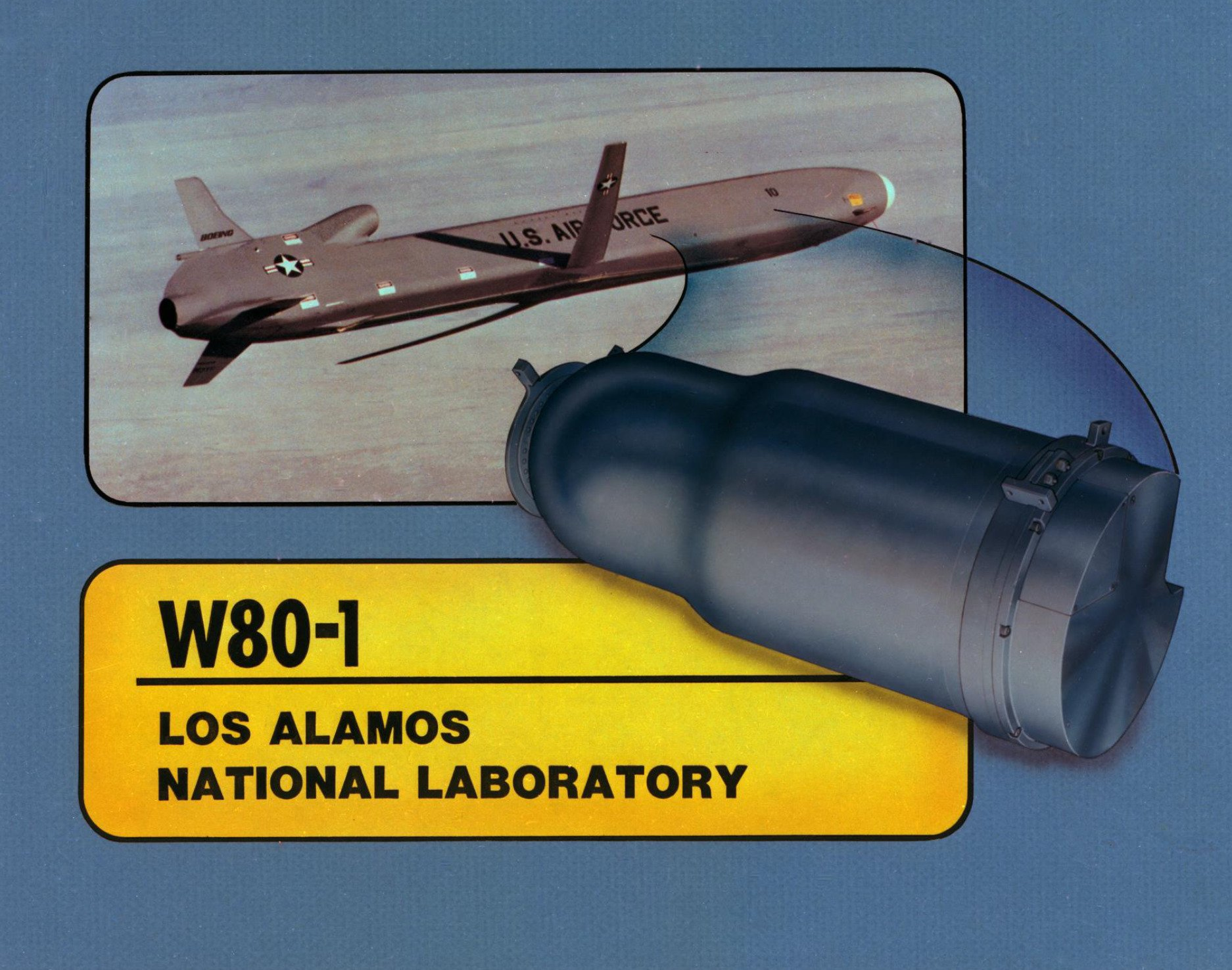
W80-1核彈頭

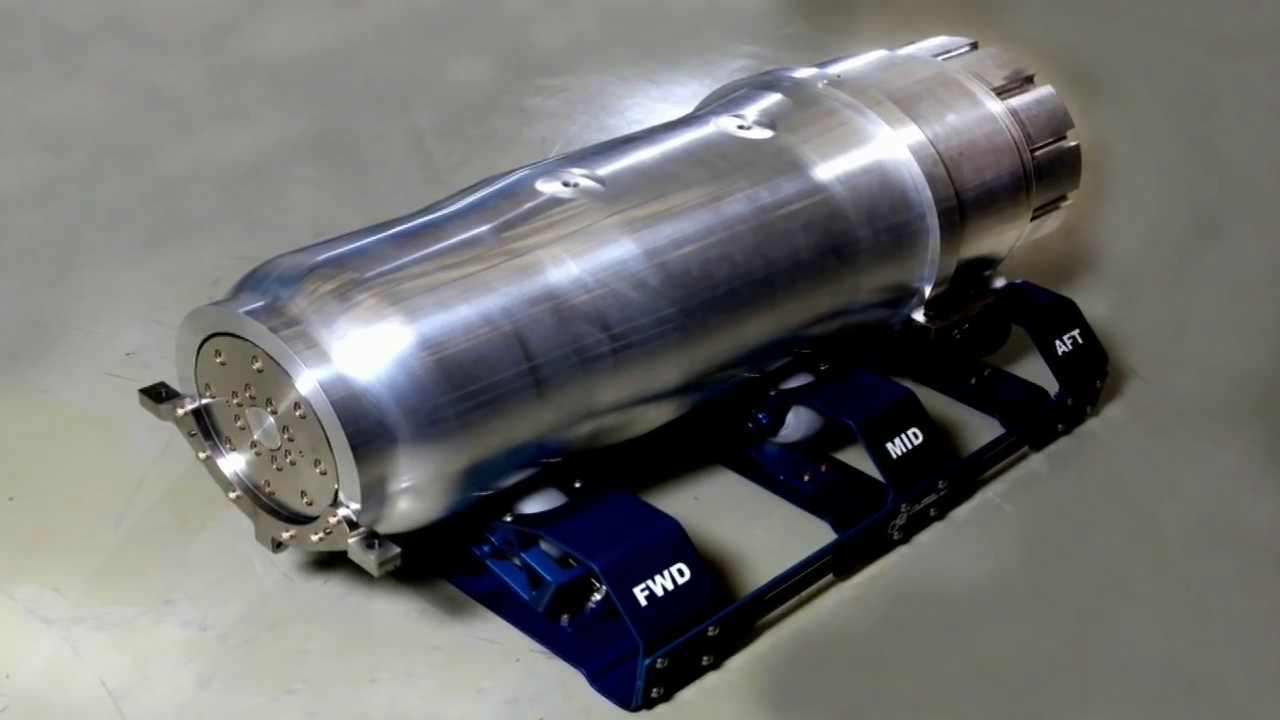
作遠程戰區外武器計劃的W80-4

W80是由美國非現役核武器儲備庫(英語: Enduring Stockpile)部署的中低當量二段式熱核彈頭，W80為可變當量設計，為0.5或15萬噸(21或628 TJ)。
它設計用於部署在巡航導彈上，用於美國空軍所有核武裝亞音速空射巡弋飛彈(ALCM)和先進巡航導彈(ACM)和美國海軍的戰斧巡弋飛彈上。它本質上是廣泛部署的B-61戰術核子彈的修改版，B-61戰術核子彈是現時美國大部分庫存的非導引炸彈。非常相似的W84核彈頭部署在已退役的BGM-109G地面發射巡航導彈(英語: BGM-109G Ground Launched Cruise Missile)上。

## 尺寸
W80十分細小，核爆炸組件的大小約等於傳統的Mk 81 250磅(110 kg)炸彈，W80的直徑為11.8英吋(30 cm)，長31.4英吋(80 cm)，重290磅(130 kg)。

## 歷史

### 早期發展
洛斯阿拉莫斯國家實驗室於1976年6月開始研發W80，當時正在為巡航導彈生產定制武器。W80的「基礎設計」源自B-61戰術核子彈。B61和W80在設計上的主要差別可能是W80的次級組件所產生的爆炸當量的不同，W80為15萬噸(630 TJ)(B61的戰術變種型號的當量最高為17萬噸(710 TJ)，而戰略變種型號的當量最高為34萬噸(1,400 TJ))，簡化版則只有2種爆炸當量設置，分別為0.5和15萬噸(21和628 TJ)。
裝備至亞音速空射巡弋飛彈的W80 mod 1(W80-1)於1979年1月開始生產，到 1981年1月進行第一次低溫測試時，已經生產了許多彈頭。令人感到驚訝的是，它的爆炸當量遠低於預期，這應該是用於初級組件的以TATB為基礎的低敏感度高爆炸藥的問題。事實證明，這個問題影響了基於B61系列的幾個型號，所有的武器生產被暫停，同時正在製定解決方案。武器於1982年2月恢復生產。
在1982年3月，設計人員開始為海軍的戰斧巡弋飛彈計劃設計W80變種型號。W80 mod 0(W80-0)使用放射性較低的「超等級」裂變材料，來代替空軍版本中使用的常規鈈。「超等級」是鈈合金的行業術語，指含有極高比例的鈈-239 (>95%)，只剩下小量的鈈-240，而鈈-240除了是一種自發裂變的同位素外，它還是一種伽馬放射體。這種鈈是由燃料棒在核反應堆中經十分短時間照射而產生的，燃耗值可由以下公式計算︰每日產生的熱能(MW)/噸。短時間照射可限制額外的中子俘獲量，因此限制了燃料棒中的其他同位素(如鈈-240)的積累。如不限制，這需要更多的燃料棒進行輻射，才可以生產一定量的鈈，因此生產成本也相應提高。潛水艇機組人員需要經常在魚雷室中儲存的武器附近進行操作，而空軍接觸彈頭的時間相對較短。W80-1在1983年12月交付，而W80-0在1984年3月進入全面生產。
雖然W80-1和W80-0的確切完成生產日期尚不清楚，但W80核彈頭的生產在1990年9月完成。總共生產了1750枚W80-1和367枚W80-0。1000枚W80-1部署在最初的亞音速空射巡弋飛彈上，其他400枚部署在先進巡航導彈上，350枚W80-0部署在戰斧巡弋飛彈上。
一些最初的亞音速空射巡弋飛彈其後拆除其W80-1彈頭，取而代之的是配備產生CALCM轉換而來的常規彈頭。根據《第二階段削減戰略武器條約》，只有400枚先進巡航導彈會保留其核彈頭，其餘的將被轉換為CALCM，它們的彈頭被移到非現役核武器儲備庫中。

### 2007年美國空軍核武器事件
在2007年8月30日，6枚搭載W80-1核彈頭的巡航導彈被錯誤地裝載到B-52轟炸機上，並從北達科他州米諾特空軍基地(英語: Minot Air Force Base) 飛往路易斯安那州巴克斯代爾空軍基地(英語: Barksdale Air Force Base)執行運輸巡航導彈任務。並沒有人發現導彈搭載核彈頭，直至米諾特空軍基地派彈藥庫的小隊拆卸導彈發現有搭載核彈頭，使彈頭處於無人看管狀態下超過36小時。

### W80-4整修和遠程戰區外武器
在2014年W80-1的延長壽命計劃(Life extension program)啟動，延長壽命計劃彈頭名稱被指定為W80-4。這些核彈頭會用於亞音速空射巡弋飛彈和新的遠程戰區外巡弋導彈。第一批預計會在2025年開始生產，2031年完成。根據該計劃的公開資料，該核彈頭不會增加新的軍事能力，只會整修和更新武器組件，以及增加武器的安全性和可靠性。
在2022財政年度，美國能源部美國國家核安全局要求為W80-4-ALT-SLCM變種型號撥款，用於在2020年代後期部署的新型海軍海基巡航導彈。

## 型號
| 型號 | 狀態               | 日期            | 生產數量      | 爆炸當量                  | 啟動連接裝置類型(PAL) | 備註                                                                     |
| ---- | ------------------ | --------------- | ------------- | ------------------------- | --------------------- | ------------------------------------------------------------------------ |
| 0    | 非現役核武器儲備庫 | 1984年-約2011年 | 367           | 367 0.5-15萬噸(21-628 TJ) | Cat D                 | 該核彈頭用於戰斧巡弋飛彈。由於該武器靠近機組人員，彈頭使用「超等級」鈈。 |
| 1    | 在役               | 1981年9月-至今  | 1750          | 0.5-15萬噸(21-628 TJ)     | Cat D                 | 用於AGM-86飛彈和AGM-129先進巡弋飛彈。                                    |
| 2    | 從未投入生產       |                 | 0             |                           | Cat D                 | W80-0的延長壽命計劃，於2006年取消。                                      |
| 3    | 從未投入生產       |                 | 0             |                           | Cat D                 | W80-1的延長壽命計劃，於2006年取消。                                      |
| 4    | 正在研發           | 2025年以後      | 計劃500枚以上 | 未知                      | 未知                  | W80-1的延長壽命計劃彈頭，會用於目前正在研發的新型遠程戰區外巡弋飛彈。    |